# Rajk László (építész)
Rajk László (Budapest, 1949. január 26. – Budapest, 2019. szeptember 11.) Kossuth-díjas magyar építész, díszlettervező, a demokratikus ellenzék tagja, politikus.

## Élete

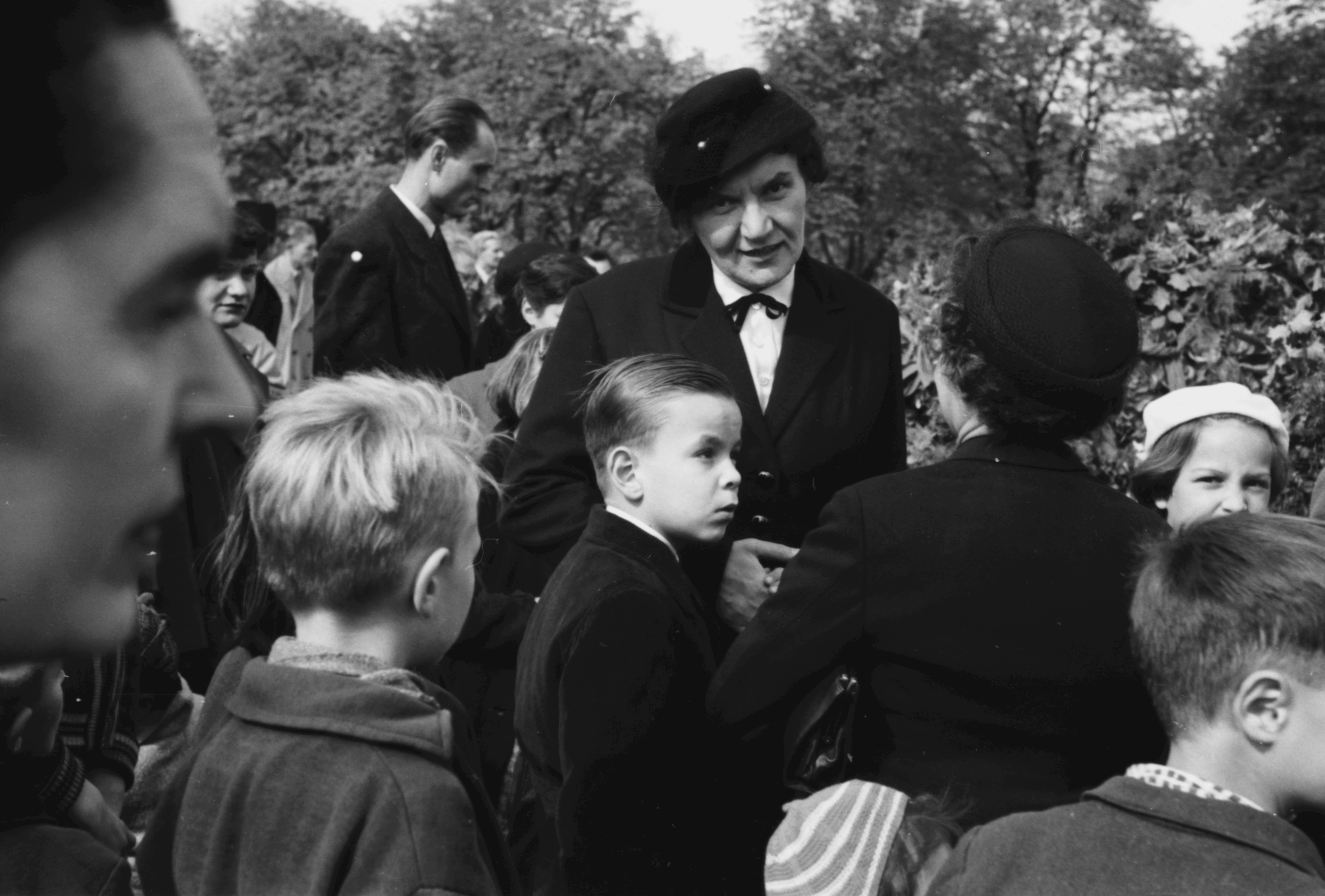
Apja újratemetésén 1956-ban

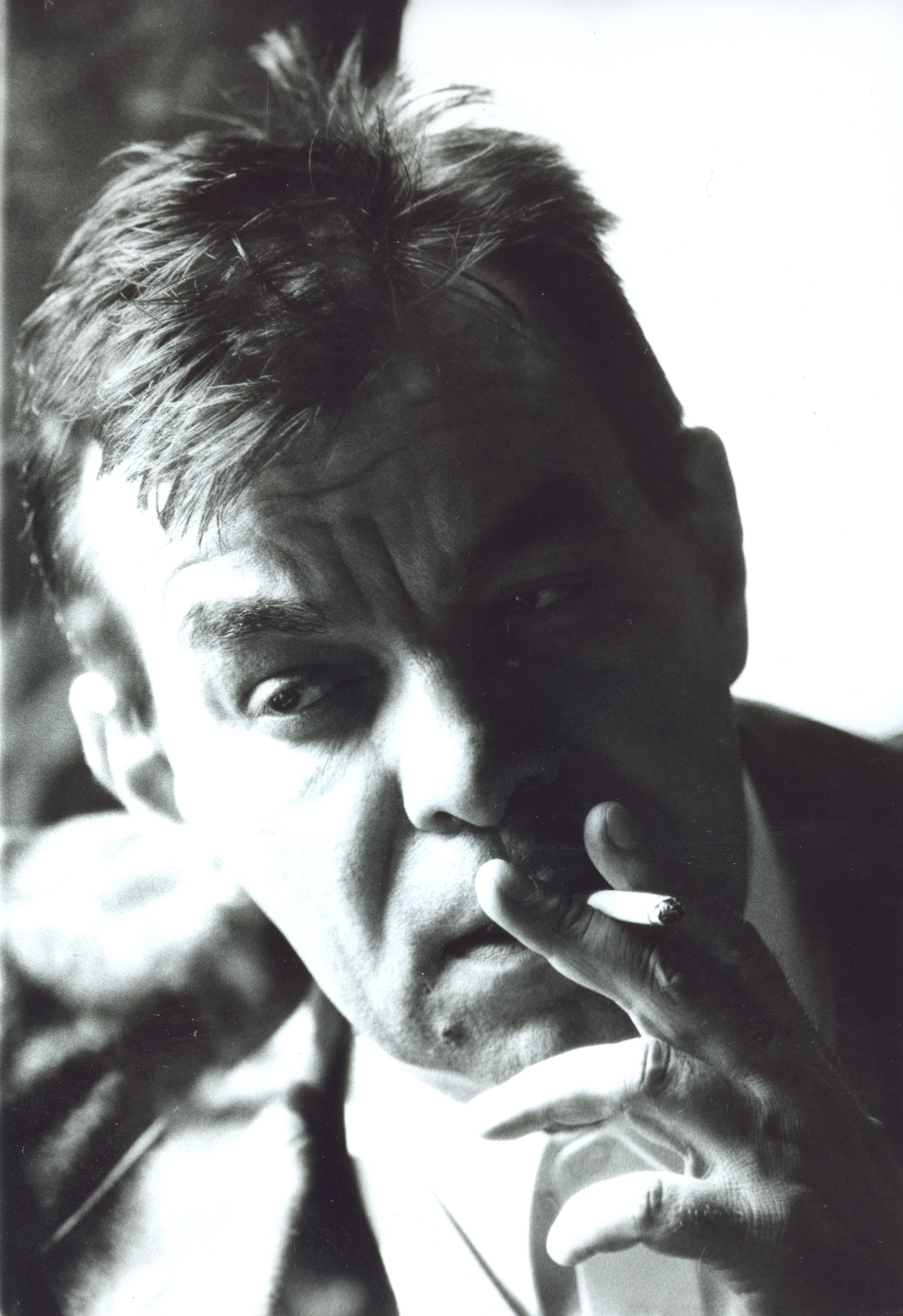
2009-ben

Apja Rajk László belügyminiszter volt, akit 1949 októberében, az ő egyéves kora előtt kivégeztek. Anyjától, Földi Juliannától is elszakították, aki börtönbe került. A Kovács István gyakori nevet kapta az ÁVH-tól, s a Lóczy Lajos utcában, egy kommunista gyermekotthonban élt éveken át. Anyja csak 1954-ben, a börtönből való szabadulása után kaphatta vissza fiát, ő pedig  akkor vehette fel újra saját nevét.
1967-ben a Műegyetem Építészmérnöki Karán kezdte meg tanulmányait, ahol 1972-ben diplomázott; később a montréali McGill Egyetemen (1975–1976) tanult, ahol 1978-ban mesterfokozatot szerzett. 1978 és 1981 között a BME Mesteriskolájának is hallgatója volt. 2005-ben "Doctor of Liberal Arts – DLA" tudományos fokozatot szerzett a Budapesti Műszaki és Gazdaságtudományi Egyetem Építészmérnöki Karán. 2002-től a Brit Építészek Királyi Intézete (RIBA) rendes tagja volt.
1972-től 1975-ig a Lakóterv, 1975-től 1986-ig az Iparterv építésze volt. 1989 és 1991 között a Mafilm látványtervezőjeként dolgozott, 1995-től pedig saját vállalkozása vezető tervezője. 1992-től filmépítészetet tanított a Színház- és Filmművészeti Egyetemen, 2004-től pedig a Magyar Televízió Közalapítvány kuratóriumának a tagja lett.
A kezdetektől tagja volt a demokratikus ellenzéknek, ahová az avantgárd művészeti mozgalmon keresztül jutott el, amelynek építészként lett tagja. 1980-tól hivatalosan nem kaphatott munkát; 1981-ben Demszky Gáborral és Nagy Jenővel megalapította az AB Független Kiadót, amelynek kiadványait grafikailag ő tervezte, lakásán pedig megnyitotta az úgynevezett „Rajk-butik”-ot, amely szamizdatok terjesztésével foglalkozott. 1983-ban azonban sorozatos házkutatások után a hatalom végül elkobozta a lakását, ami a butik megszűnését eredményezte. 1985-ben, az úgynevezett „kettős jelölés” bevezetése után ennek ellenére megpróbált elindulni képviselőjelöltként, amit a karhatalom ellehetetlenített. Az akkor megszokott módszer szerint embereivel jó előre megtöltötte a termet, ahová a Rajk támogatására összegyűlt emberek már nem fértek be, és ő nem tudta megkapni a jelölőgyűlés többségének az elindulásához szükséges támogatását.
1988-ban a Szabad Kezdeményezések Hálózata, majd a Szabad Demokraták Szövetsége alapító tagja volt. Az első szabad országgyűlési választásokon, 1990-ben bekerült a törvényhozásba, amelynek 1996-ig tagja volt. Parlamenti működése során a kulturális bizottság, 1994-től két éven át a külügyi és az európai integrációs ügyek bizottságának tagja. 1996-ban visszavonult a mindennapi politizálástól, de az országgyűlési választásokon képviselőjelöltként azóta is minden alkalommal indult az SZDSZ listáján, ahogyan az önkormányzati választásokon is annak fővárosi listáján.
1989-től 1991-ig az SZDSZ ügyvivője volt, majd 2000–2001-ben Demszky elnöksége idején újra elvállalta ezt a funkciót. Alapításától tagja volt a párt Országos Tanácsának, 1992 és 1997 között az elnökségben is szerepet vállalt, 2000–2001-ben pedig a budapesti választmány elnöke volt.
2009. július 13-án több alapító taggal együtt, kilépett az SZDSZ-ből, majd egy hónappal később több liberális érzelmű személlyel együtt megalapította a Szabadelvű Polgári Egyesületet.

## Rajk László a névváltoztatásáról
„1951 nyarán adoptáltak, és innentől a történet teljesen olyan, mintha Örkény továbbírta volna az 1949 című egypercesét. Először Nyanyikát, anyai nagyanyámat jelölik ki gyámnak, ezeken az 1951. június 29-i okmányokon Rajk László vagyok, az otthonbeli Kovács István névnek nincs nyoma. Augusztusban nagynénémék örökbe fogadtak, akkortól Györk László vagyok, kinek apja Györk Lajos (Lajos, a nagybátyám), anyja Földi Julianna. 1951. október 23-án azonban nevem Györk Istvánra változik, mert nagybátyámék kisebbik fiát szintén Lacinak hívták, két gyerek egy családban nem lehet ugyanolyan néven. A novemberben kiadott anyakönyvi kivonatból azonban eltűnt anyám neve, anyámnak édestestvére, Földi Margit lett bejegyezve. Amikor anyám 1954-ben kiszabadult, Györk Lászlóné névre kapta a személyi igazolványát. Ezzel egy időben a több éve kivégzett apám, Rajk László nevét 1954. július 13-án „saját kérésére” Györk Lászlóra változtatják, erre a névre – az adminisztráció nem hibázik – kiadnak anyámnak házassági anyakönyvi kivonatot és apámról halotti bizonyítványt is. Ekkor a hatóság felbontja nagynénémékkel az örökbefogadást, a nevem ismét változik, vissza Györk Lászlóvá, a gyámhatóság határozat megint érdekes, mert abban az áll, „a kiskorú érdekében áll, hogy korábbi családnevét ne kapja vissza”. Ezt aztán 1955 októberében anyám szívósságának köszönhetően felülbírálják, és októberben apám ismét „saját kérésére” nevet változtat, okiratban visszakapja a Rajk vezetéknevet, és innentől anyám és én is visszakapjuk a nevünket, én Rajk László vagyok, ő Rajk Lászlóné, született Földi Julianna. A villanyszámlát viszont még a hetvenes években is Györk Lászlóné névre kapta. A hivatalban nem írták át.”

– Rajk László: A tér tágassága (életútinterjú) – részlet, Litera, 2019. szeptember 13.

## Művei

### Épületei
„Barokkot vagy modernet tervezni egyforma kihívás. Mindkettő egy absztrakt rendszer végigvitele, kizárólag csak türelem és kitartás kérdése. Ha az egyik giccs, úgy a másik is az. Itt a tervezői gondolat nem lehet eredeti, csak a rendszer (a stílus) az.
Az eklektika mindenki számára az eredetiséget kínálja. A tervező nem egy rendszeren belül gondolkodik szolgai módon, hanem különböző rendszerek logikájával bíró elemek halmazát szervezi egy új rendszerré. Az eklektika minden alkotó számára radikálisan újat kínál.”

– (Rajk László, Radikális eklektika, Jelenkor, 2000)

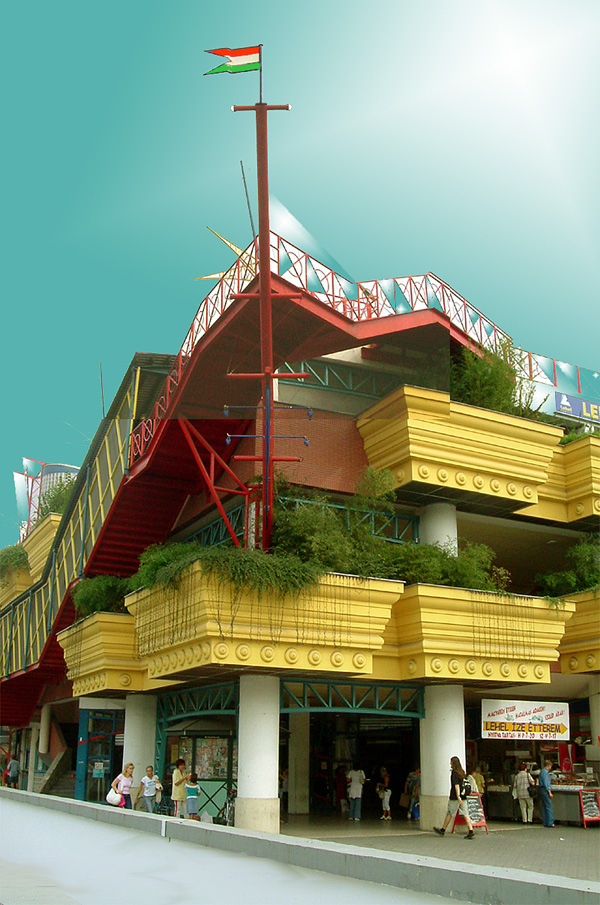
Lehel Csarnok

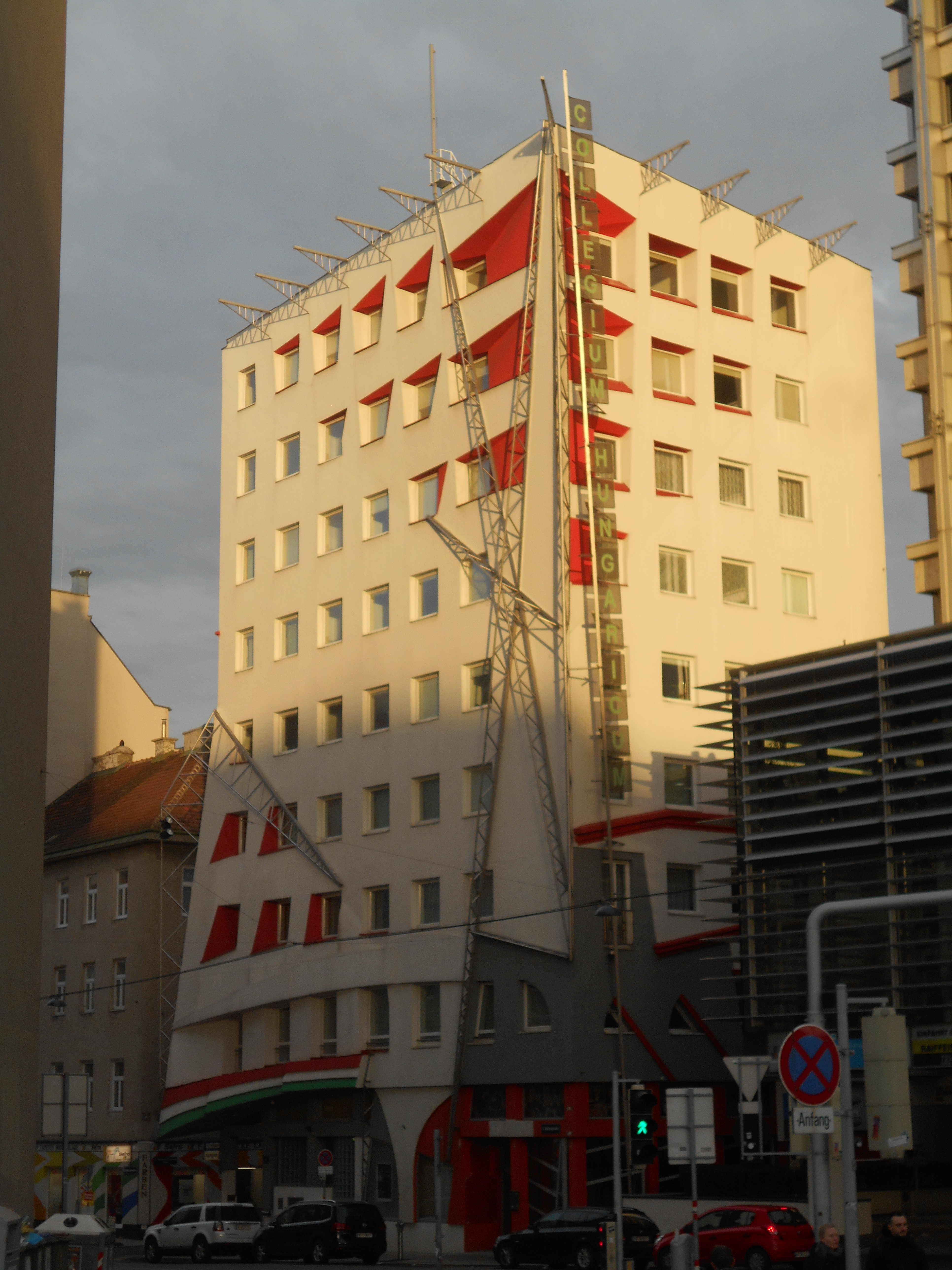
A Collegium Hungaricum, Bécs

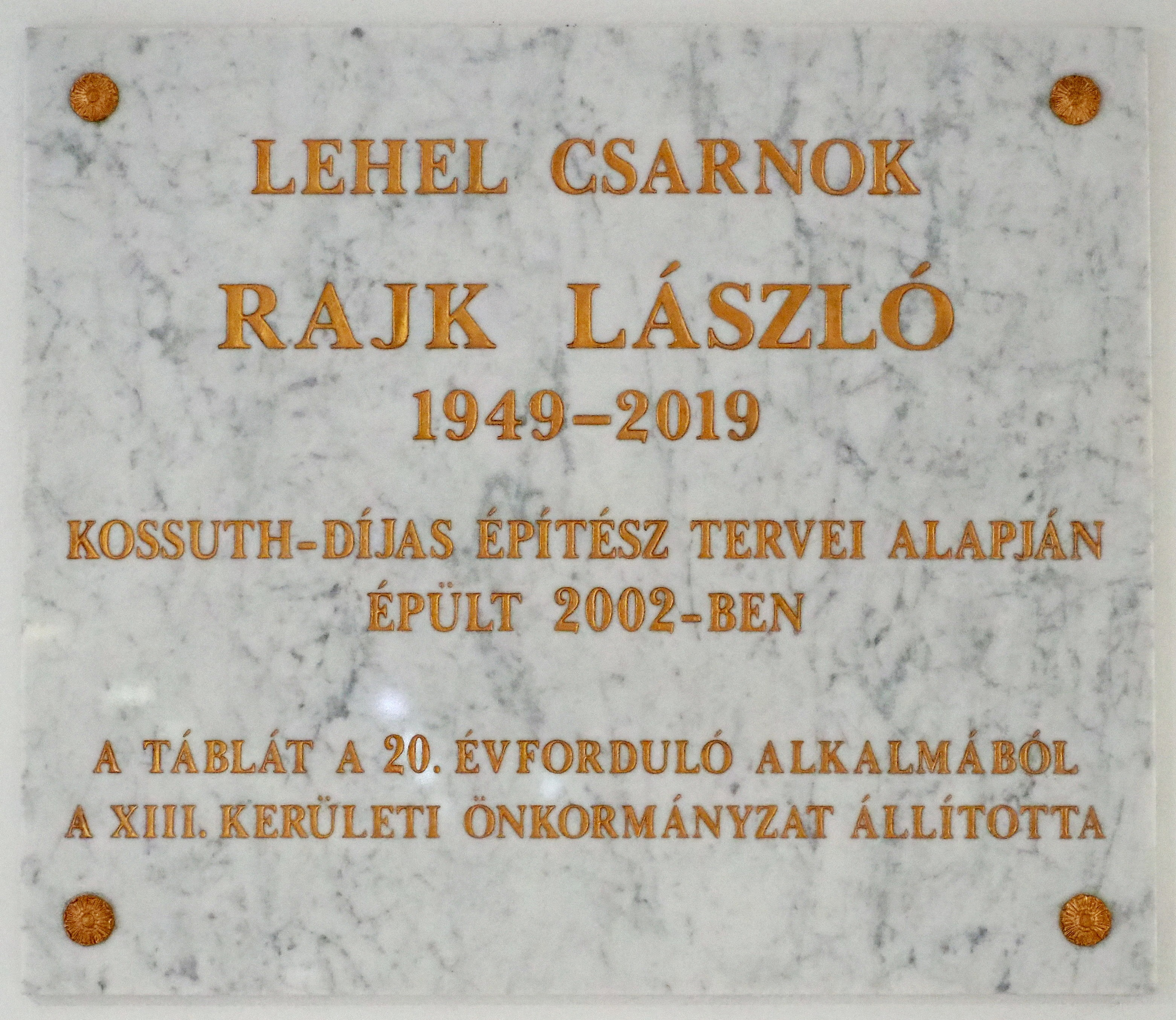
Emléktáblája a Lehel Csarnok galériáján

- 1978 a Budapesti Hulladékhasznosítómű munkásszállója
- 1981 a KÉV siófoki üzemcsarnoka
- 1984 Műteremház (a Károlyi Mihály Alapítvány vence-i székhelyén, Bachman Gáborral és Nagy Bálinttal)
- 1989 Nagy Imre és mártírtársai újratemetésének építészeti installációja (Bachman Gáborral)
- 1995 a budapesti Stúdió K Színház belsőépítészete
- 1996 a budapesti Corvin Mozi rekonstrukciójának belsőépítészeti munkája
- 1998 a bécsi Collegium Hungaricum rekonstrukciója (Balázs Jánossal és Borsos Írisszel)
- 1999 a budapesti Moulin Rouge mulató rekonstrukciója
- 1999 Aquincumi Múzeum igazgatósági és restaurátor épülete
- 2002 Lehel Csarnok
- 2004 Restauráló Műhely és Kutatóközpont az Aquincum Múzeum Projekt keretében (Balázs Jánossal)
- 2004 egy budapesti klasszicista épület teljes körű műemléki rekonstrukciója
- 2004 műemléki rekonstrukció és magyar állandó emlékkiállítás az Auschwitz-Birkenaui Állami Múzeum 18. blokkjában
- 2006 Stúdió K Színház új színházi terének belsőépítészete
- 2006 a veszprémi 1956-os emlékmű és emlékpark
- 2007–2008 Aquincumi Múzeum új épülete
- 2008 Nagy Imre Emlékház rekonstrukciója és az új állandó kiállítás terve

### Kiállításai
- 1977 Öt terv (Szegő Györggyel a Fészek Klubban)
- 1979 Szuper pöce (a Bercsényi Klubban)
- 1980 Ablak-fal-fal-ablak (a Bercsényi Klubban)
- 1981 Találkozás Bachman Gáborral a hídon (Bachman Gáborral a Bercsényi Klubban)
- 1982 Meghosszabbított lélek háza (Bachman Gáborral és Vető Jánossal a Bercsényi Klubban)
- 1982 Építészeti tendenciák (az Óbuda Galériában)
- 1983 Keszthely városközpont rehabilitációja (Nagy Bálinttal, Ekler Dezsővel, Gyarmathy Katalinnal, Pikler Katalinnal és 75 másik magyar építésszel a lille-i Hôtel de Ville-ben)
- 1984 Plánum/Beteg ház (Bachman Gáborral, Kovács Attilával, Szalay Tiborral és Vincze Lászlóval az Almássy téri Szabadidőközpontban)
- 1984 a Károlyi Alapítvány éves kiállítása (Nagy Bálinttal a franciaországi Vence-ban)
- 1985 Neue Linie in Ungarn [„Magyarországi új vonal”] (Bachman Gáborral, Kovács Attilával, Szalay Tiborral és Vincze Lászlóval a bécsi Messepalastban[8])
- 1986 Tervek (Bachman Gáborral, Kovács Attilával és Szalay Tiborral a Dorottya Galériában)
- 1987 Felfüggesztett fény (a lyoni Elac Galerie-ben)
- 1987 Dialogue Ordinaire [„Hétköznapi párbeszéd”] (a budapesti Francia Intézetben)
- 1989 Szimmetria (a budapesti Nemzeti Galériában)
- 1990 Hazug, mint a híd (a budapesti NANE Galériában)
- 1991 Broken Sculpture [„Törött szobor”] (Bachman Gáborral a brémai Neues Museum Weserburgban)
- 1991 HaraShow – politikai képregény (Haraszti Miklóssal a pécsi Művészetek Házában)
- 1992 Az idegen szép (a budapesti Fiatal Művészek Stúdiójában)
- 1993 NANE gyűjteményes kiállítás a pécsi Művészetek Házában
- 1994 ’80-as évek gyűjteményes kiállítás az Ernst Múzeumban
- 1995 Hommage à Moholy-Nagy (a budapesti Galéria '56-ban)
- 1996 Dekonstruktivisták (csoportos kiállítás a pécsi Művészetek Házában)
- 1996 Dekonstrukció a hazai építészetben (csoportos kiállítás a győri Hajó Galériában)
- 1996 Jenseit von Kunst [„A művészet másik oldala”] (a grazi Neue Galerie-ben és a budapest Ludwig Múzeumban)
- 2000 L'autre moitié de l'Europe (Bachman Gáborral a párizsi Galerie National du Jeu de Paume-ban)
- 2000 Radikális eklektika – tervezett pusztulás (a budapesti Goethe Intézetben)
- 2000 Szamizdat-kiállítás Berlinben
- 2004 Auschwitzi Falak (a budapesti N&n Építészgalériában)
- 2004 Kulcshelyzet 1983 nyara (a 2B Galériában)
- 2004 Waldsee 1944 (csoportos kiállítás a 2B Galériában)[9]
- 2005 Kis magyar képregénytörténet (csoportos kiállítás a budapesti Kartoon Galériában)
- 2019 Rajk Látvány – székfoglaló kiállítás, Széchenyi Irodalmi és Művészeti Akadémia (Fuga)[10]

#### Jelentősebb kiállítási látványtervei
- 1994 Holokauszt Magyarországon – Emlékkiállítás a magyar holokauszt 50. évfordulóján (BTM, Budapest)
- 1996 Nagy Imre-emlékkiállítás az 1956-os Forradalom 40. évfordulója tiszteletére (BTM, Budapest)
- 1996 Millennium K.u.K. keretben (Rathaus, Bécs)
- 1996 Az ellenforradalom reprezentációja (Soros Alapítvány Szabad Európa Archívuma, Budapest)
- 1996 1956 a francia sajtó tükrében (Francia Intézet, Budapest)
- 1996 100 éves a földalatti (BTM, Budapest)
- 1998 Egy nagyváros születése, Pest-Buda-Óbuda egyesülése (BTM, Budapest)
- 2000 Szamizdat – alternatív kultúrák Közép- és Kelet-Európában a 60-as–80-as években (Akademie der Künste, Berlin & Forschungstelle Osteuropa an der Universitat Bremen)
- 2002 Szamizdat – alternatív kultúrák Közép- és Kelet-Európában a 60-as–80-as években (Európa Parlament kiállítótere, Brüsszel)
- 2002 Szamizdat – alternatív kultúrák Közép- és Kelet-Európában a 60-as–80-as években (Nemzeti Múzeum, Prága)
- 2002 Happiness, City, Space – építészeti utópiák az európai építészetben, 1945-2000 (az Akademie der Künste és a rotterdami Architectural Institute közös rendezésében.)
- 2003 Kitalált hagyomány, az aratóünnepektől az új kenyér ünnepéig (Néprajzi Múzeum, Budapest, kurátor: Kovács Ákos)
- 2004 Az elárult állampolgár – a magyar holokauszt emlékére (a Magyar Nemzeti Múzeum állandó kiállítása az Auschwitz-Birkenaui Állami Múzeumban, Oświęcim, Lengyelország)
- 2004 Szamizdat – alternatív kultúrák Közép- és Kelet-Európában a 60-as–80-as években (Millenáris Park, Budapest)
- 2005 Sámánszobrok, kőjaguárok – Ecuador ősi művészete (kurátor: Gyarmati János, Néprajzi Múzeum, Budapest)
- 2007–2008 az Aquincumi Múzeum új állandó kiállítása (Csernus Erzsébettel)
- 2008 Nagy Imre Emlékház új állandó kiállítása
- 2010 Budapest20 – multimédiás kiállítás a Budapesti Történeti Múzeumban
- 2011 „Itt lakott Rosenthal” – a Magyar Zsidó Levéltár új állandó kiállítása

### Filmépítészet
Látvány- és díszlettervezés
- 1979 Erdély Miklós: Verzió
- 1979 Elek Judit: Martinovics
- 1981 Gothár Péter: Megáll az idő
- 1981 Mész András: Románc
- 1981 Surányi András: Ninive
- 1984 Cantu Mari: Emberevő szerelme (Bachman Gáborral)
- 1985 Gothár Péter: Idő van (Bachman Gáborral)
- 1986 Szirtes András: Lenz
- 1987 Dobray György: Szerelem második vérig
- 1987 Gothár Péter: Tiszta Amerika
- 1987 Mészáros Márta: Piroska és a farkas
- 1987 Sándor Pál: Miss Arizona (Bachman Gáborral)
- 1988 Rick King: Erőltetett menet (eredeti címe: Forced March)
- 1988 Walter Hill: Vörös zsaru (eredeti címe: Red Heat)
- 1989 Szász János: Szédülés
- 1989 Costa-Gavras: Music Box (vagy Zenedoboz)
- 1992 Tony Gatlif: Latcho Drom (a magyarországi cigányságról)
- 1994 Jancsó Miklós: Holocaust Magyarországon
- 1995 Sára Júlia: Ez van, Azarel
- 1995 Sándor Pál: Ég a város
- 1997 John Irvin: Harctéri harsonák (eredeti címe: When Trumpets Fade)
- 1998 Joseph Sargent: Bűn és bűnhődés (eredeti címe: Crime and Punishment)
- 2000 Gothár Péter: A leghidegebb éjszaka
- 2000 Giles Foster: Koldus és királyfi (eredeti címe: The Prince and the Pauper)
- 2002 Roger Young: Dracula
- 2006 Mikael Salomon: The Company
- 2007 Tarr Béla: A londoni férfi
- 2007 Nemes Jeles László: Türelem
- 2008 Győrik Mihály: A rettegés völgye
- 2008 Tom Hooper: John Adams
- 2009 Nemes Jeles László: The Counterpart
- 2009 Kenyeres Bálint: A repülés története (eredeti címe: History of Aviation)
- 2010 Nemes Jeles László-Várkonyi Tímea: Az úr elköszönt
- 2010 Tarr Béla: A torinói ló
- 2015 Nemes Jeles László: Saul fia
- 2017 Török Ferenc: 1945
- 2019 Tóth Barnabás: Akik maradtak

### Színpadi díszletek
- a Najmányi László vezetésével működő Kovács István Stúdió tagjaként Halász Péter lakásszínháza előadásainak díszlettervezője
- 1975 Christopher Marlowe: „Faust” (Ódry Színpad, Varsányi Anikó rendezése)
- 1977 Georges Feydeau: „Zsákbamacska” (Győri Kisfaludy Színház, Szikora János rendezése)
- 1978 Tadeusz Różewicz: „Az éhezőművész elmegy” (Ódry Színpad, Szikora János rendezése)
- 1979 Franz Kafka: „A per” (Pécsi Nemzeti Színház, Szikora János rendezése)
- 1979 Ábrahám Pál: „Viktória” (Pécsi Nemzeti Színház, Sík Ferenc rendezése)
- 1980 Henrik Ibsen: „A sellő” (Pécsi Nemzeti Színház, Szikora János rendezése)
- 1980 Stanisław Ignacy Witkiewicz: „Vízityúk” (Miskolci Nemzeti Színház, Fodor Tamás rendezése)
- 1980 Nádas Péter: „Takarítás” (Győri Kisfaludy Színház, Szikora János rendezése)
- 1980 Stein–Kovács: „A szabin nők elrablása” (Pécsi Nemzeti Színház, Ács János rendezése)
- 1981 Jean Genet: „Paravánok” (Győri Kisfaludy Színház, Szikora János rendezése[11])
- 1981 Carlo Goldoni: „Nyári kalandozások” (Győri Kisfaludy Színház Kamaraszínháza, Szikora János rendezése)
- 1981 Bernard Pomerance: „Elefántember” (Pesti Színház, Kapás Dezső rendezése)
- 1981 Bohumil Hrabal: „Bambini di Praga” (Győri Kisfaludy Színház, Szikora János rendezése[12])
- 1982 Thomas Bernhard: „Pisztrángötös” (Pesti Színház, Szikora János rendezése, Bachman Gáborral)
- 1982 Fodor Antal–Presser Gábor–Johann Sebastian Bach: „Próba” (Erkel Színház, Fodor Antal rendezése, Bachman Gáborral)
- 1984 Peter Schaffer: „Gyilkos” (Pesti Vigadó, Dobray György rendezése, Bachman Gáborral)
- 1984 Hobo Blues Band: „Vadászat” (Budapest Sportcsarnok, Bachman Gáborral)
- 1985 Jeles András: „Drámai események” (Dobozy Imre „Szélvihar” című darabjából, Monteverdi Birkózókör, Budapest, Jeles András rendezése[13])
- 1989 Franz Kafka: „A kastély” (Szolnoki Szigligeti Színház, Fodor Tamás rendezése)
- 1989 Eörsi István: „Az utolsó szó jogán” (Játékszín, Babarczy László rendezése)
- 1990 Kárpáti Péter: „Az út végén a folyó” (Pesti Színház, Szikora János rendezése)
- 1992 Hobo Jim Morrison-estje a Merlin Színházban (Szikora János rendezése)
- 1993 Bódy Gábor–Valerij Jakovlevics Brjuszov: „Tüzes angyal” (Pécsi Nemzeti Színház, Szikora János rendezése)
- 1994 Hobo: „I love you Budapest” (Radnóti Színház, Valló Péter rendezése)
- 1995 Kacsóh-Heltai-Bakonyi: JÁNOS VITÉZ (Miskolci Szabadtéri Színház, Tasnádi Márton rendezése)
- 1995 Parti Nagy Lajos: „A test angyala” (Merlin Színház, Tasnádi Márton rendezése)
- 1995 Neil Simon: „Hotel Plaza” (Játékszín, Szirtes Tamás rendezése)
- 1996 Edward Albee: „Kényes egyensúly” (Játékszín, Tordy Géza rendezése)
- 1996 Eugène Ionesco: „Székek” (Thália Stúdió és Szolnoki Szigligeti Színház, Fodor Tamás rendezése)
- 1997 Ingmar Bergman–Stephen Sondheim: „Egy kis éji zene” (Madách Színház, Szirtes Tamás rendezése)
- 1997 Samuel Beckett: „Végjáték” (Komédium Színpad, Darvas Iván és Jordán Tamás rendezése)
- 1998 Neil Simon: „A Napsugár-fiúk” (Játékszín, Balázsovits Lajos rendezése)
- 2001 Halász Péter: „Slicc” (Városi Színház, Halász Péter rendezése)
- 2002 Kapecz Zsuzsa–Pataki Éva–Selmeczi György: „Vedd könnyen, szivi!” (Új Színház, Selmeczi György rendezése)

### Grafikai munkák
Az AB Független Kiadó szamizdatkönyveinek borítói
- 1981 Petri György: „Örökhétfő”
- 1982 Méray Tibor: „Miért kellett meghalniuk”
- 1982 Schöpflin György: „A magyarok helyzete Romániában”
- 1983 Hajas Tibor: „Sidpa Bardo” (Hajas Tibor emlékére)
- 1983 Witold Gombrowicz: „Napló” (részlet)
- 1983 „A Magyar Írók Szövetségének tájékoztatója” (A Magyar Írók Szövetsége 1956. december 28-án tartott közgyűlésének jegyzőkönyve.)
- 1983 Tamás Gáspár Miklós: „A szem és a kéz. Bevezetés a politikába”
- 1983 „Radom – URSUS: 1976. Éhséglázadás Lengyelországban” (a Kelet-Európa elnyomott munkásfelkelései-sorozat keretében)
- 1984 Szász Béla: „Minden kényszer nélkül”
- 1985 Václav Havel: „Audiencia”
- 1985 Dalos György: „1985”
- 1985 Eörsi István: „Az utolsó szó jogán”
- 1986 Haraszti Miklós: „A cenzúra esztétikája”
- 1987 Milan Kundera: „Tréfa”

### Kötetei
- Földalatti vonalak; bev. Demszky Gábor, tan. Sasvári Edit; Jelenkor, Pécs, 2000
- Radikális eklektika. Kölcsönzött evidenciák (Jelenkor Kiadó, Pécs, 2000)
- Happiness, City, Space („Boldogság, város, tér”, Birkhausen, Berlin, 2002)
- Réteges építészet / Stratified architecture; Terc, Bp., 2005
- Dekonstrukciós folyamatok Kelet-Európában (in: Herbert Wright: Instant Cities, BlackDog Publishing, London, 2008)
- A tér tágassága (életútinterjú); interjú Mink András; Magvető, Bp., 2019 (Tények és tanúk)

## Kitüntetései
- 1993 – Nagy Imre-emlékplakett
- 1999 – a Francia Köztársaság Nemzeti Érdemrendjének lovagja
- 2004 – a FIABCI Prix d’Excellence-díja a Lehel téri Kofahajóért
- 2005 – a Lengyel Külügyminisztérium és Gdańsk városának Szolidaritás Érme
- 2005 – a Magyar Köztársasági Érdemrend középkeresztje
- 2006 – a Lengyel Köztársaság Érdemrendje Parancsnoki Keresztje[14]
- 2007 – Pro Urbe Budapest
- 2009 – Kossuth-díj
- 2009 – Húszéves a Köztársaság díj[15]